# Abdollahi-je Sofla
Abdollahi-je Sofla (pers. عبدالهي سفلي) – wieś w południowym Iranie, w ostanie Fars.
W 2006 roku miejscowość liczyła 239 mieszkańców w 62 rodzinach.